# HD 167042
HD 167042 は、りゅう座の6等星。太陽系から163光年離れた位置に存在する、スペクトル型K型の巨星である。質量は1.64太陽質量で、年齢は22億歳と見られており、かつて主系列星だった時代にはスペクトル型A型の星だったと推測されている。

## 惑星
2007年9月20日にHD167042 を回る太陽系外惑星 HD 167042 b が発見され、翌年3月1日に Astrophisical Journal 誌上で発表された。この惑星は木星の1.7倍以上の質量を持ち、413日周期で主星を公転している。離れた軌道を周回する系外惑星は離心率が高い楕円軌道を持つ場合が多いが、この惑星はほとんど真円に近い軌道を取っている。
| 名称 （恒星に近い順） | 質量    | 軌道長半径 （天文単位） | 公転周期 (日) | 軌道離心率   | 軌道傾斜角 | 半径 |
| --------------------- | ------- | ----------------------- | ------------- | ------------ | ---------- | ---- |
| b                     | >1.7 MJ | 1.30                    | 412.6 ± 4     | 0.027 ± 0.04 | —          | —    |